# Ben Kasica
Benjamin Judah Kasica, född 15 april 1984, är före detta gitarrist för det kristna rockbandet Skillet. Han gick med i bandet 2001 vid en ålder av sexton, och spelade in album Collide , Comatose och Awake med dem.

## Karriär
Han började spela gitarr vid elva års ålder, men han bytte till att spela elgitarr ungefär två år senare.
Kasica spelade GMP-gitarrer uteslutande när han först gick med i bandet. Men han bytte och senare till en PRS gitarr. Gitarrljudet i albumet "Awake" spelades in med Gibson-gitarrer, mest Gibson Les Paul. Kasica är känd för sina många tricks på gitarren, han gör dem främst live på scen. Dessa tricks kan vara allt ifrån ett häftigt solo till att spela gitarr bakom ryggen på hans huvud. 
Under framträdanden, vandrar Ben ofta runt sin sida av scenen. Ben har börjat inkludera ett gitarrsolo i låtlistan för "Awake and Alive". 
John Cooper säger i en YouTube-intervju att han tyckte om att ha Ben i bandet, "för hans integritet, och hans vilja att vara någon som vill vara ärlig om saker." 
Den 14 februari 2011 meddelade Ben han skulle lämna Skillet för att driva andra intressen 

## Annat arbete
Ben är en av ägarna till klädmärket LifeLoveMusic, en kristen organisation som uppmuntrar kristna att "vara världens ljus" genom att "älska oälskade och offra våra liv för andra." 
Ben är också delägare i Skies Fall Media Group, som erbjuder konstnärer många tjänster från deras hemsida. Skies Fall Media Group innehåller en full grafisk design-service och professionell fotografering och modell- och skådespelar-förvaltning.. 